# Friedrichroda

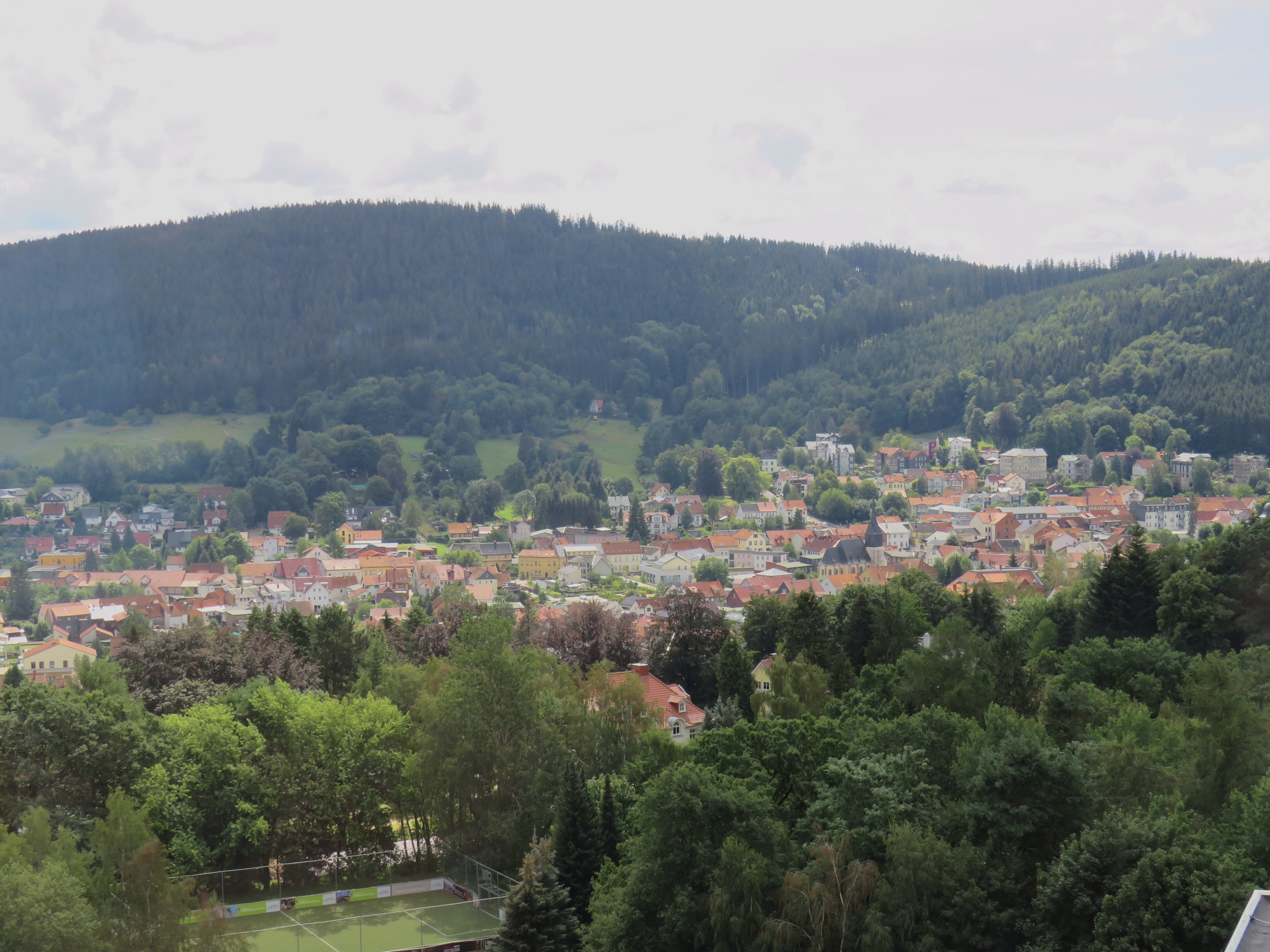
Friedrichroda im Sommer 2020

Friedrichroda ist eine Kleinstadt und Gemeinde im Landkreis Gotha in Thüringen.
Die Stadt Friedrichroda und der Ortsteil Finsterbergen sind staatlich anerkannter Heilklimatischer Kurort.

## Geografie und Stadtgliederung
Zur Gemeinde Friedrichroda gehören die Kernstadt, Finsterbergen, Ernstroda, Cumbach und Reinhardsbrunn.
Die Kernstadt liegt am Nordrand des mittleren Thüringer Walds im Tal des Schilfwassers, das auf dem Kleinen Jagdberg (726 m) am Rennsteig entspringt, der hier die Südgrenze des Gemeindegebiets ist.
Im Süden erheben sich der Körnberg, der Gottlob, der Burgberg; an sie schließen sich westlich der Wolfsstieg, die Gänsekuppe und der Abtsberg an. Nördlich der Stadt befinden sich der Klosterberg, der Reinhardsberg und der Kiefernkopf. Der Dachsberg, Querberg und Ringberg umschließen den Ort im Osten.
Zur Gemarkung gehören auch die markanten, am Rennsteig gelegenen Erhebungen – Heuberg, Spießberg und Regenberg. Zwischen den Bergen trifft man auf die Kerbtäler Ungeheurer Grund, Kesselgraben und Kühles Tal.

## Geschichte

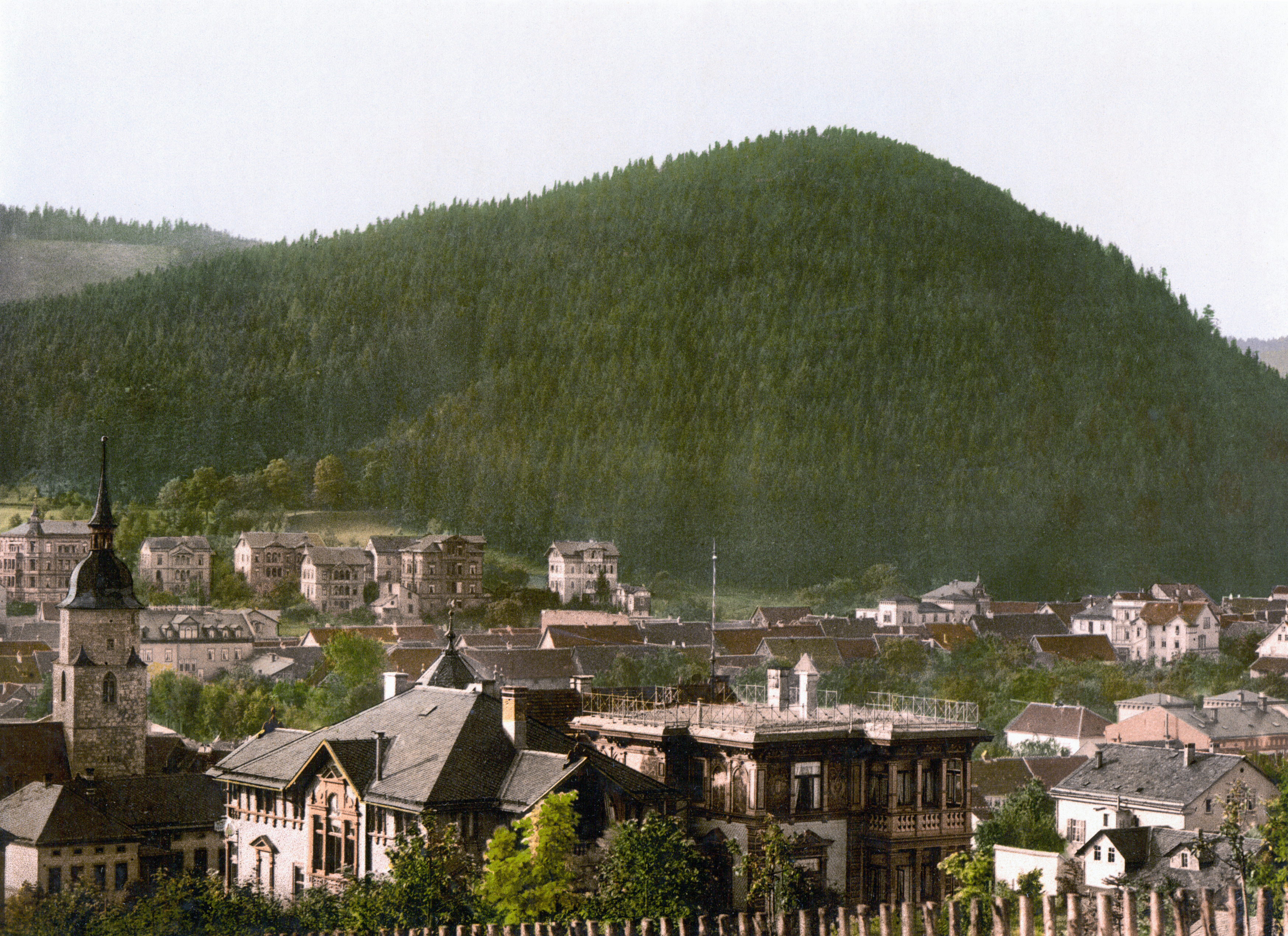
Friedrichroda mit Gottlob um 1900

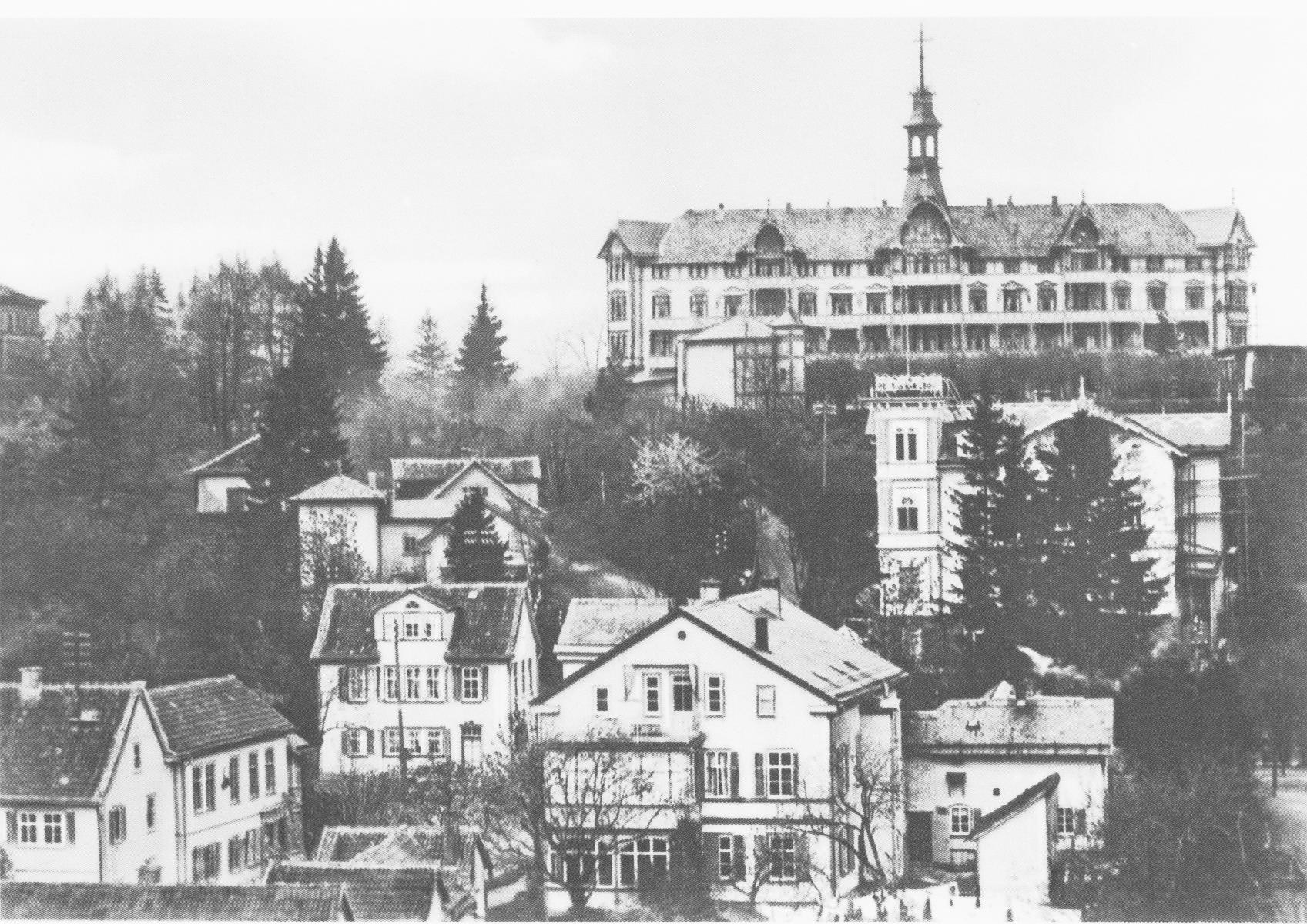
Kurhaus um 1906, zerstört 1945

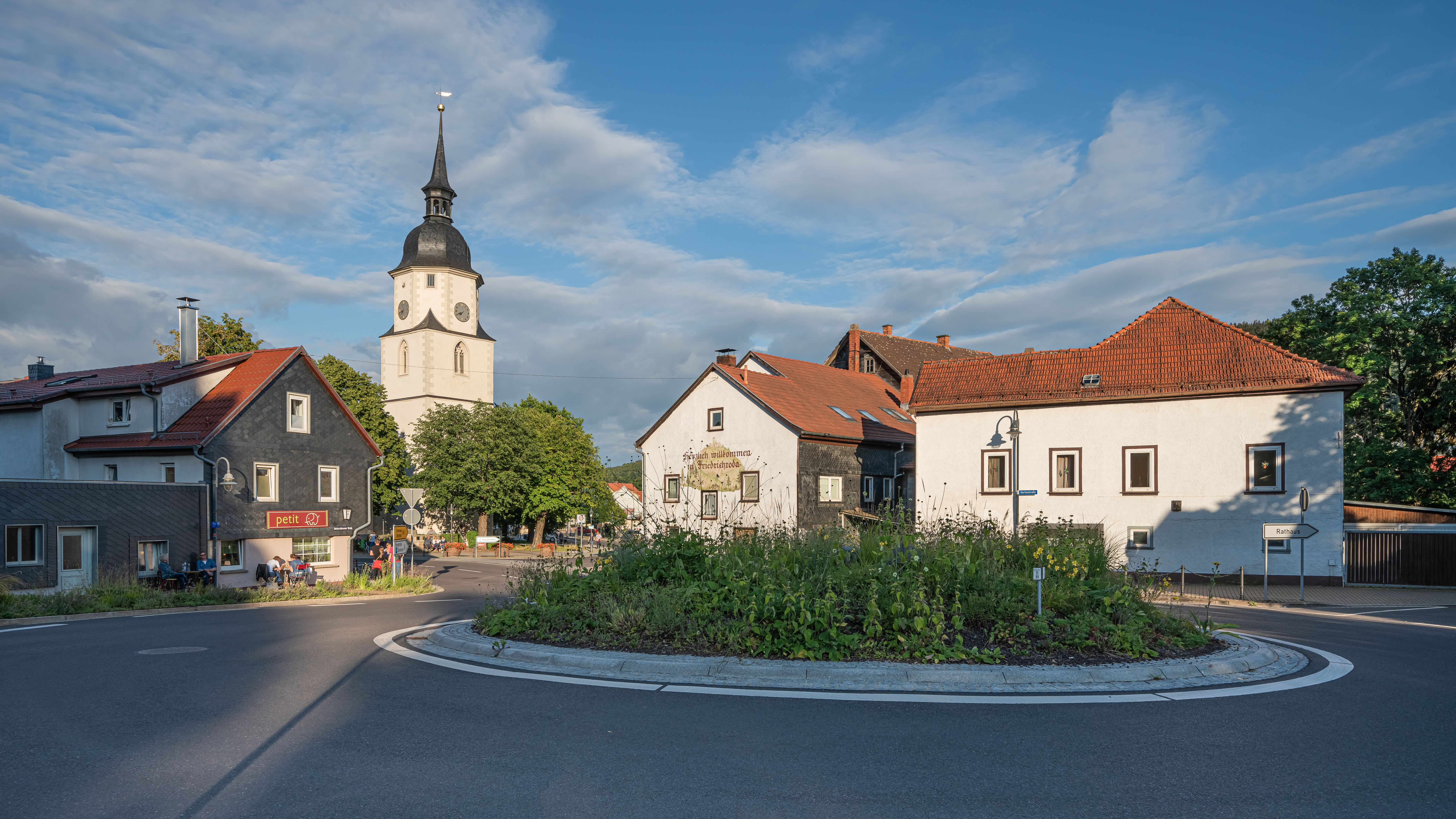
Stadtkirche St. Blasius

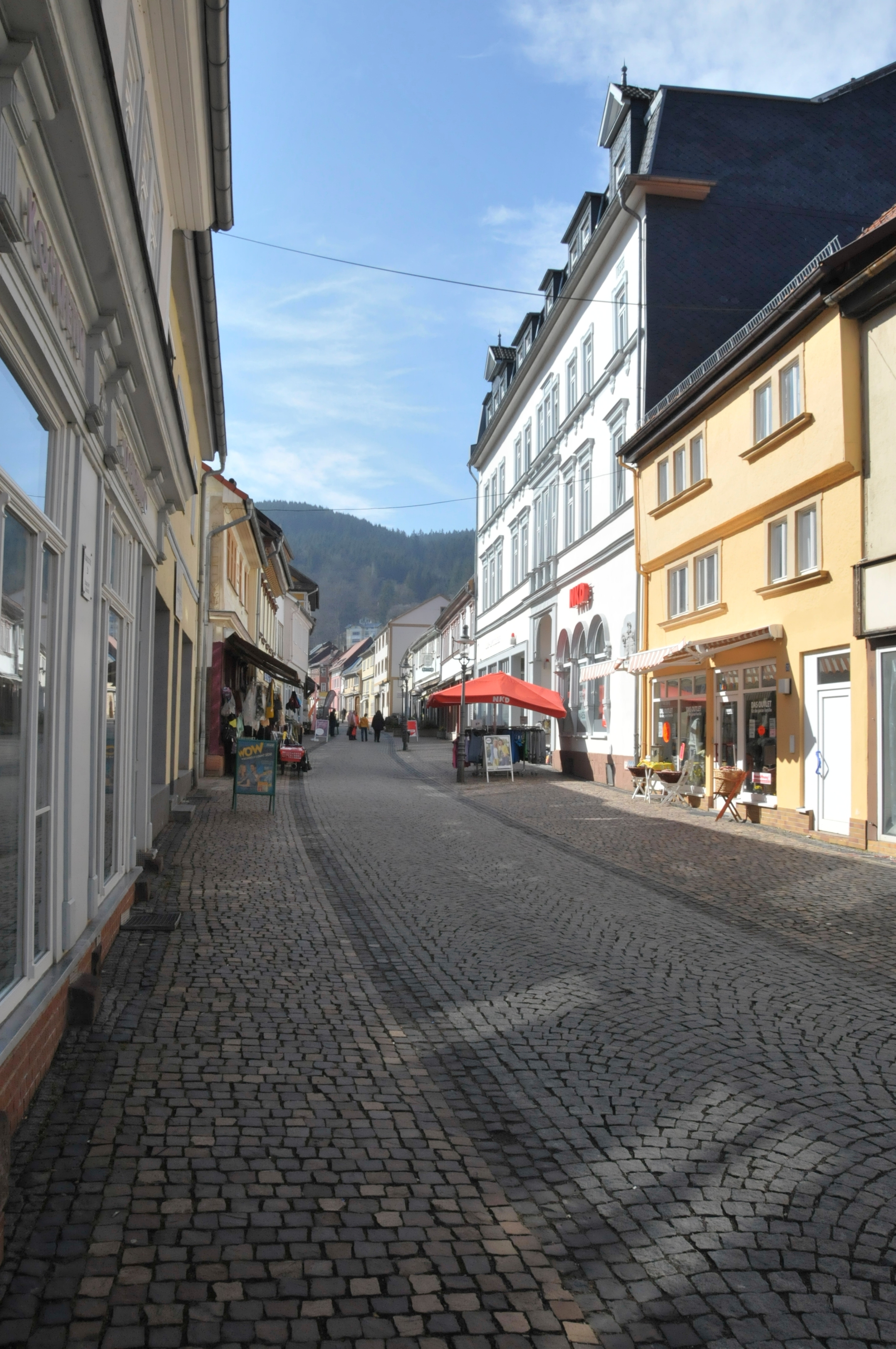
Blick in die Hauptstraße (Fußgängerzone)

Mit dem Bau der Schauenburg durch Ludwig mit dem Barte um 1044 kam es zur Ortsgründung des heutigen Friedrichroda. Sein Sohn, Ludwig der Springer, erbaute die Wartburg bei Eisenach und gründete 1085 das Kloster Reinhardsbrunn, für viele Jahre ein geistiges und kulturelles Zentrum Thüringens. Für die Entwicklung der Landesherrschaft der Ludowinger kam den Vogteien über das Kloster Reinhardsbrunn, das Kloster Hersfeld und andere Stifte große Bedeutung zu. Das Hauskloster wurde nicht nur vom Landgrafen, sondern auch über andere Adelsfamilien gefördert. Deshalb konnte das Kloster mehrere Filialen wie in Zscheiplitz, in der Propstei Zella St. Blasii, in der Propstei Dietenborn, in Bonnrode und Oberellen gründen. Die Pröpste setzte das Mutterkloster ein. Eine besondere Wohltäterin der Klostergemeinschaft war Landgräfin Jutta.
Seit dem Mittelalter bestehen die Cumbacher Teiche, die von der Fischereigenossenschaft Reinhardsbrunn bewirtschafteten Fischteiche besitzen eine Gesamtfläche von etwa 26 Hektar. Neben ihrer wirtschaftlichen Bedeutung (Karpfenaufzucht) bilden sie heute ein wichtiges Feuchtbiotop und Durchzugsquartier für Zugvögel.

### Ersterwähnung
Die erste urkundliche Erwähnung erfolgte 1114 als Friderichesrot.
Der Ort lag im Zentrum des Landesausbaus der Thüringer Landgrafen, hierzu wurden neue Siedler aus den übervölkerten Dörfern Innerthüringens angelockt und zur Gründung neuer Höfe aufgefordert.

### Kloster Reinhardsbrunn
Nach dem Aussterben der Ludowinger wuchs für den Ort die Bedeutung des Klosters Reinhardsbrunn. Die Mönche förderten die Landwirtschaft und ließen zahlreiche Fischteiche anlegen. In einer Verordnung des Klosters war den Friedrichrodaern das Halten von Gänsen untersagt, man benötigte die betreffenden Wiesen an den Bächen als Bleiche, da das Kloster auch im Textilgeschäft tätig war. Die Herstellung von Zwirn und Leinenstoffen war im Ort bedeutend, 1546 zählte man 43 Zwirnhändler.

### Entwicklung des Ortes seit dem Mittelalter
Friedrichroda hatte durch seine Lage an einer wichtigen Passstraße über den Thüringer Wald eine Bedeutung als Straßenstation; für den steilen Aufstieg zum Rennsteig waren Vorspanndienste zu leisten. Viele Bürger wählten daher mit zunehmendem Transportaufkommen das Fuhrmannsleben als Erwerbsgrundlage. An den Quellbächen südlich des Ortes entstanden erste Hammerwerke und Mühlen. Diese waren Teil einer komplexen Bergbaulandschaft am Nordrand des Gebirges. Während des Bauernkrieges wurde das Kloster Reinhardsbrunn von aufständischen Bauern und Tagelöhnern aus den umliegenden Orten gestürmt und ausgeplündert, die Mönche ergriffen die Flucht. Das Kloster wurde säkularisiert und ging in den Besitz der Landesherrschaft über. Die ehemaligen Klosterorte wurden im Amt Reinhardsbrunn zusammengefasst. Friedrichroda erhielt im Jahre 1595 das Marktrecht und 1597 das Stadtrecht. Ein städtischer Rat, dem jedoch keine Gerichtsbarkeit zustand, ist seit 1605 nachweisbar. Der Ort wurde 1634 während des Dreißigjährigen Krieges schwer heimgesucht und ausgeplündert.
Einem Großfeuer fielen Rathaus und die Hälfte der Gebäude zum Opfer. Von diesem Geschehen erholte sich der Ort jedoch rasch. Neben Waldnutzung, Weberei, Zwirnhandel, Färberei und Bleicherei wurde in der Bergstadt Eisenbergbau betrieben,
Bereits im 15. Jahrhundert erlebte der Kupferbergbau eine erste Blütezeit, etwa 100 Bergleute fanden ein Einkommen. Bei der Suche nach anderen Erzen und Gesteinen wurde 1784 die Marienglashöhle entdeckt. Der gewerbliche Bergbau wurde um 1840 eingestellt. 1967/68 wurde ein Schaubergwerk gegründet.

### 19. Jahrhundert
Ende des 18. und Anfang des 19. Jahrhunderts war eine der wichtigsten Erwerbsquellen Garnbleichen und Weben. 1813 besaßen von 272 immerhin 240 Wohnstätten Bleichplätze. Wegen der Gefahr der Verunreinigung der Bleichen durch Enten, Hühner und Gänse wurde das Halten des Geflügels 1521 per Verordnung untersagt. Während des Rückzuges der geschlagenen französischen Armee im Herbst 1813 zogen am Saum des Gebirges Lützower Jäger und als Kosaken bezeichnete russische Reiterei durch den Ort, um durch ständiges Attackieren eine Reorganisation der in regelloser Flucht befindlichen französischen Einheiten zu verhindern. Es kam zu zahlreichen Einzelgefechten, die Toten wurden meist in den als Franzosengräber bezeichneten Massengräbern verscharrt.
1807 und 1836 verursachten erneut Großfeuer im Ort zahlreiche Schäden und Obdachlose. Im 19. Jahrhundert wurde Friedrichroda auch durch die im Nachbarort Schnepfenthal entstandene Salzmannschule bekannt. Die als Zöglinge bezeichneten Schüler, zu denen auch einige Prinzen und Adelige gehörten, besuchten auf ihren Exkursionen und in der Freizeit gerne auch Friedrichroda. Zur Erinnerung wurde unlängst der heimatkundliche Rundwanderweg Zöglingsweg zwischen Waltershausen, Friedrichroda und Schnepfenthal angelegt.
1827 wurde das Kloster Reinhardsbrunn von den Gothaer Herzögen als Landschloss mit Park in englischem Stil umgestaltet. 1828 baute der Friedrichrodaer Christian Friedrich Ludwig Buschmann im Alter von 13 Jahren ein mit dem Mund anzublasendes Instrument. Das Instrument war ein würfelförmiges Kästchen mit Blasöffnungen, in dem Stimmzungen eingebaut waren, und ähnelte somit der Mundharmonika. Wenig später baute er unter der Anleitung seines Vaters das erste Terpodion mit einem Zungenregister. Er und sein Vater sind die Erfinder dieses Instrumentes.
1837 kam der Gothaer Buchhändler Friedrich Christoph Perthes als erster Kurgast nach Friedrichroda, um sich von den Folgen einer schweren Krankheit zu erholen. 1841 wurde er Ehrenbürger von Friedrichroda. Zum eigentlichen Ruf als heilklimatischer Kurort kam Friedrichroda erst, als sich der Arzt Ferdinand Keil 1844 niederließ und andere Mediziner auf den Ort aufmerksam machte. 1852 zählte der Ort schon 333 Erholungssuchende, 1892 waren es 9381. Heute prägen zahlreiche gründerzeitliche Bauten, als Kurpensionen und Hotels errichtet, das Stadtbild.
1876 wurde die Eisenbahnlinie nach Fröttstädt und 1896 die Strecke nach Georgenthal gebaut, welche 1947 als Reparationsleistung abgebaut wurde. Seit 1929 ist die Stadt Station der elektrischen Thüringerwaldbahn Gotha–Bad Tabarz.
An Pfingsten 1890 wurde in Friedrichroda der einflussreiche und für die Frauenbewegung wichtige Allgemeine Deutsche Lehrerinnenverein gegründet. Zu den Gründungsmitgliedern zählen Marie Loeper-Housselle, Helene Lange und Auguste Schmidt.

### 20. Jahrhundert

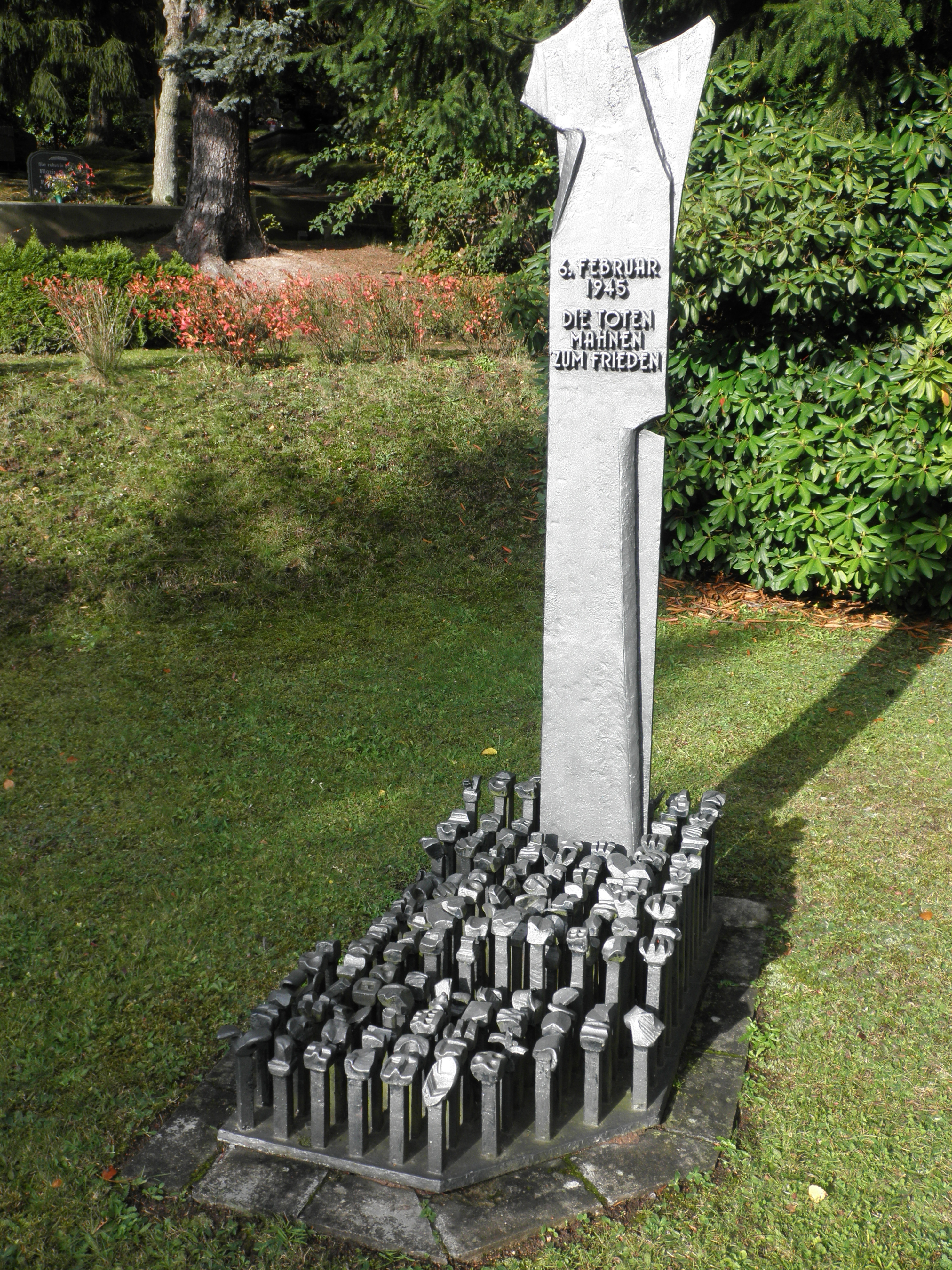
Denkmal für die 135 Bombenopfer vom 6. Februar 1945

Im Zuge der Industrialisierung entstanden Fabriken für Möbel, Taschenlampen, Batterien und Kunststofferzeugnisse. Der aufstrebende Fremdenverkehr zog vor dem Ersten Weltkrieg jährlich ca. 15.000 Gäste an. Ernst Barlach gedachte seiner Zeit in Friedrichroda in der Miniatur Friedrichroda geht zu Bett.
In einer der ortstypischen Villen am Schreibersweg (Nr. 6) richtete 1918 der Mitarbeiter- und Freundeskreis um die protestantische Kulturzeitschrift Die Christliche Welt unter Leitung des Marburger Theologieprofessors Martin Rade ein Vereinshaus ein, das als Ort regelmäßiger größerer Zusammenkünfte sowie als Pensionsbetrieb bis in die dreißiger Jahre bestand. Heute dient das baulich inzwischen stark veränderte Haus privaten Wohnzwecken.
1933 wurde das Friedrichrodaer Krankenhaus nach dem verdienten Bürgermeister (Amtszeit 1904–1919) umbenannt in „Max-Küstner-Kranken- und Erholungshaus“. Max Küstner hatte vor dem Ersten Weltkrieg für den Bau des Städtischen Krankenhauses gesorgt und mit Wasserversorgung, Kanalisation, Kläranlage und WC-Pflicht für jedes Haus besonders viel für die Hygiene im Ort getan. Damit waren auch die sonst zweimal jährlich auftretenden Typhus-Endemien beendet worden.
Ebenfalls am Schreibersweg unterhielt seit 1931 Bettina Brenner ein jüdisches Fremdenheim, das beim Novemberpogrom 1938 Ziel antisemitischer Angriffe wurde. Seit 1939 mussten über einhundert Frauen und Männer aus den von Deutschland besetzten Ländern in Hotels, Pensionen, im Lazarett und in der Eka-Möbelfabrik Zwangsarbeit leisten. Aus dem „Judenhaus“ in der Alexandrinenstraße wurden die Bewohner zwischen 1942 und 1943 nach den KZ Theresienstadt und Auschwitz deportiert. Im Stadtpark erinnert seit 1949 ein Mahnmal an die Opfer des Faschismus. Die Kommunistin Käte Duncker lebte einige Zeit in Friedrichroda, ihr wurde im Park ein Gedenkstein gewidmet.
Am 24. Februar 1944 stürzte ein abgeschossener schwerer, viermotoriger US-Bomber vom Typ Liberator hinter dem Ort am Körnberg (Salzschlag) ab, den Aufschlagort markiert ein Gedenkstein.
Am 6. Februar 1945 erlitt Friedrichroda einen amerikanischen Luftangriff mit Abwurf von „120.500 Pfund Bomben und 10 Flugblatt-Einheiten“. 135 Tote (darunter 29 Kinder), 74 total zerstörte und 350 beschädigte Häuser waren die Folge. Die Opfer wurden in einem Gemeinschaftsgrab auf dem Friedhof beigesetzt, das 1989 ein Denkmal von Günter Reichert erhielt. Friedrichroda war Lazarettstadt, eine Luftabwehr und adäquate Schutzräume fehlten. Bei der Besetzung durch die US-Armee am 7./8. April 1945 wurde der Ort durch Artillerie beschossen, wobei besonders das dominante, auf einer Höhe gelegene Kurhaus (Kurhaus Friedrichroda) zerstört worden ist. 40 Tote waren auf deutscher Seite bei der Besetzung zu beklagen.
Gegen Ende des Zweiten Weltkrieges unterhielt die Gothaer Waggonfabrik im Ort ein Zweigwerk, in dem die Vorserienfertigung des revolutionären Nurflügel-Strahljägers Ho 229 (Ho IX) der Gebrüder Horten begann. Als die Amerikaner im April 1945 Friedrichroda erreichten, fiel ihnen neben den Konstruktionsunterlagen auch der fast fertige dritte Prototyp dieses Flugzeugs in die Hände, den sie zerlegten und in die USA verschifften.
Am 3. Juli 1945 wurde die US-Armee durch die Rote Armee als Besatzung abgelöst. Damit gehörte Friedrichroda, wie ganz Thüringen, zur Sowjetischen Besatzungszone (SBZ) und ab 1949 zur DDR.
Friedrichroda – mit seinen gut 5.000 Einwohnern – nahm 1945/46 etwa 2.000 Flüchtlinge und Vertriebene aus den Ostgebieten auf. Darunter befanden sich über 1.700 Nordböhmen. Die Gablonzer unter ihnen, die nichts als ihr Fachwissen hatten mitbringen können, bauten ein Zentrum der Schmuckindustrie in Friedrichroda und Nachbarorten auf. Der „Thüringer Schmuck“ hat hier einen Ursprung.
In der Zeit nach 1949 bis zur Wende 1989 war Friedrichroda eines der beliebtesten mitteldeutschen Ferienziele und galt als zweitgrößter Erholungsort der DDR. Seit 1954 gab es das FDGB-Ferienheim „Walter Ulbricht“ (anstelle des 1945 zerstörten Kurhauses), das nach 1990 in „Ramada Friedrichroda“ umbenannt wurde. Am Stadtrand, auf dem Reinhardsberg, wurde 1980 das markante FDGB-Ferienheim „August Bebel“ errichtet, das vor allem durch privilegierte DDR-Bürger besucht wurde. Nach der Wende wurde es in Berghotel Friedrichroda umbenannt und gehört zur Hotelkette der Ahorn-Hotels.
1966 sollten auf der Friedrichrodaer Spießbergbahn die 10. Weltmeisterschaften und 1967 die Europameisterschaften im Rennschlittensport ausgetragen werden; aufgrund ungünstiger Witterungsverhältnisse konnten beide Wettbewerbe jedoch nicht durchgeführt werden. Die DDR hatte allerdings im Vorfeld zur Weltmeisterschaft 1966 eine Briefmarkenreihe mit drei Motiven ausgegeben.
1970 fanden in der Gegend um Friedrichroda und Eisenach die Orientierungslauf-Weltmeisterschaften statt.

### 21. Jahrhundert
Am 1. Dezember 2007 wurden die Gemeinden Ernstroda und Finsterbergen nach Friedrichroda eingemeindet.

### Einwohnerentwicklung
Entwicklung der Einwohnerzahl (ab 1960 31. Dezember):

Einwohnerentwicklung von Friedrichroda von 1830 bis 2023

| - 1830: 1724 - 1960: 6167 - 1994: 5770 - 1995: 5701 - 1996: 5675 - 1997: 5630 - 1998: 5505 - 1999: 5540 | - 2000: 5496 - 2001: 5470 - 2002: 5398 - 2003: 5446 - 2004: 5412 - 2005: 5307 - 2006: 5289 - 2007: 7684 | - 2008: 7546 - 2009: 7475 - 2010: 7410 - 2011: 7360 - 2012: 7392 - 2013: 7433 - 2014: 7551 - 2015: 7549 | - 2016: 7471 - 2017: 7405 - 2018: 7275 - 2019: 7195 - 2020: 7164 - 2021: 7115 - 2022: 7127 - 2023: 7116 |

Datenquelle ab 1994: Thüringer Landesamt für Statistik

## Politik

### Stadtrat
Seit der Kommunalwahl vom 26. Mai 2024 verteilen sich die 20 Sitze des Stadtrates folgendermaßen auf die einzelnen Gruppierungen (mit Vergleichszahlen der vorigen Wahlen):

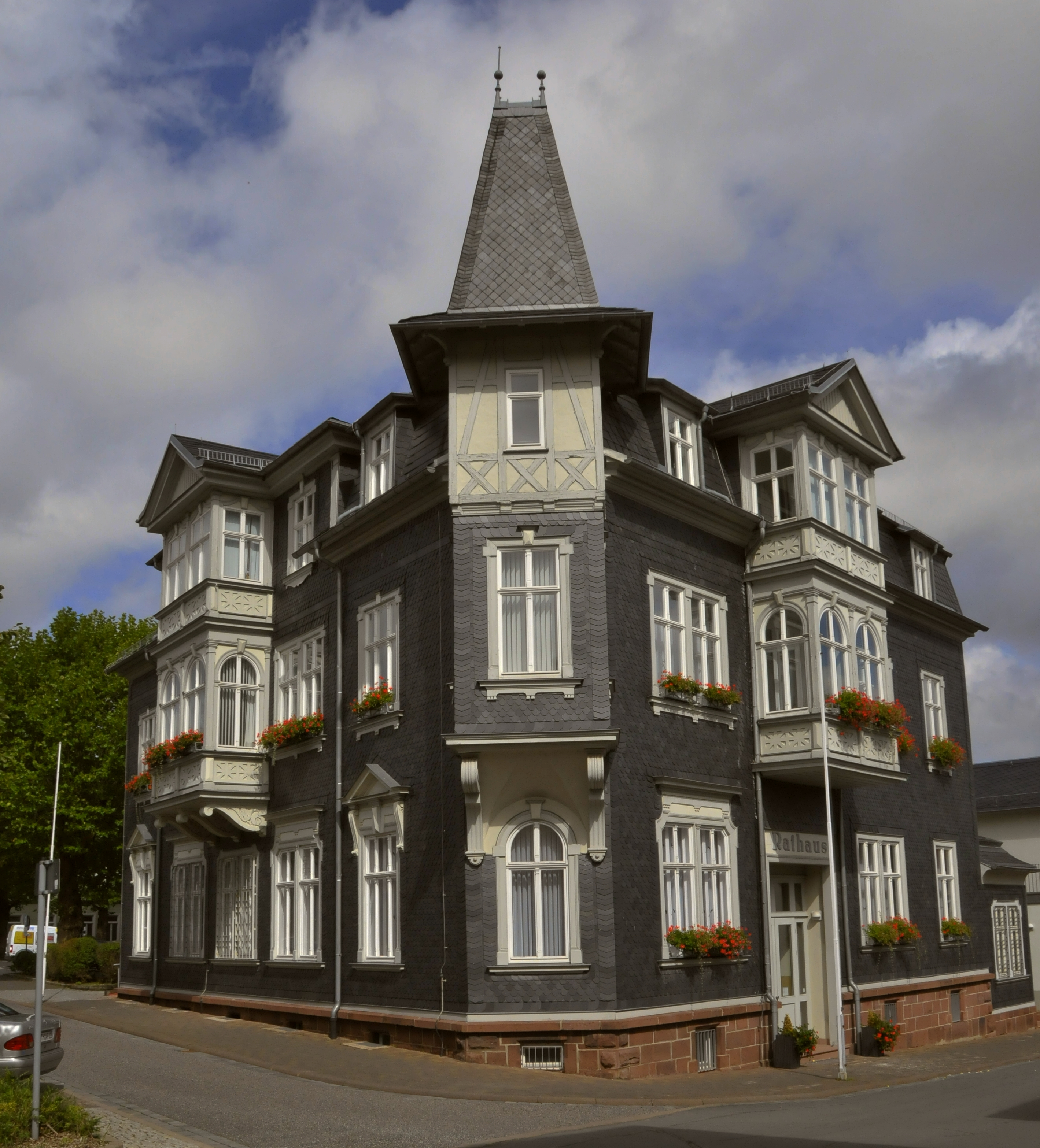
Rathaus

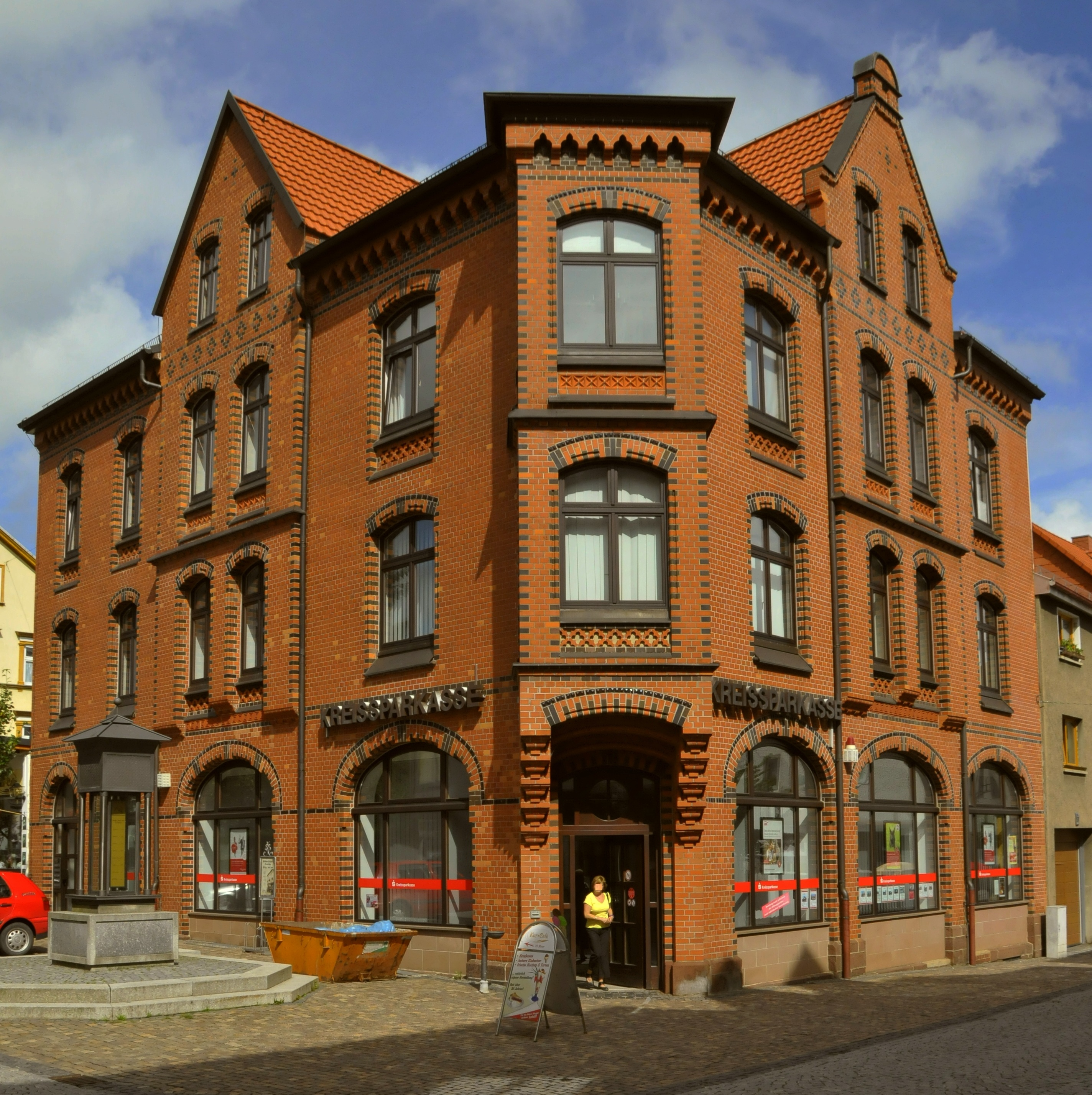
Das ehemalige Sparkassengebäude

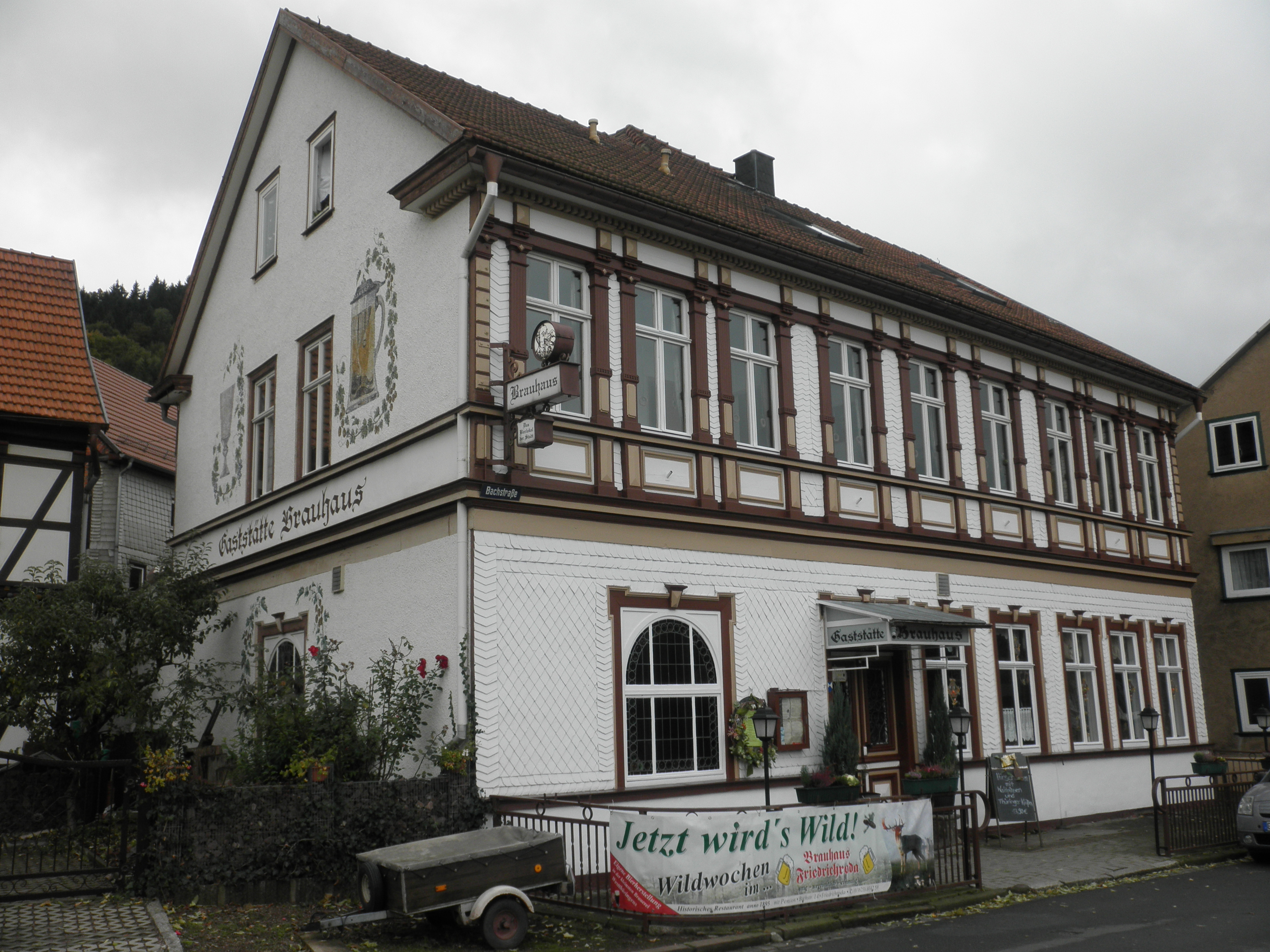
Gaststätte Brauhaus

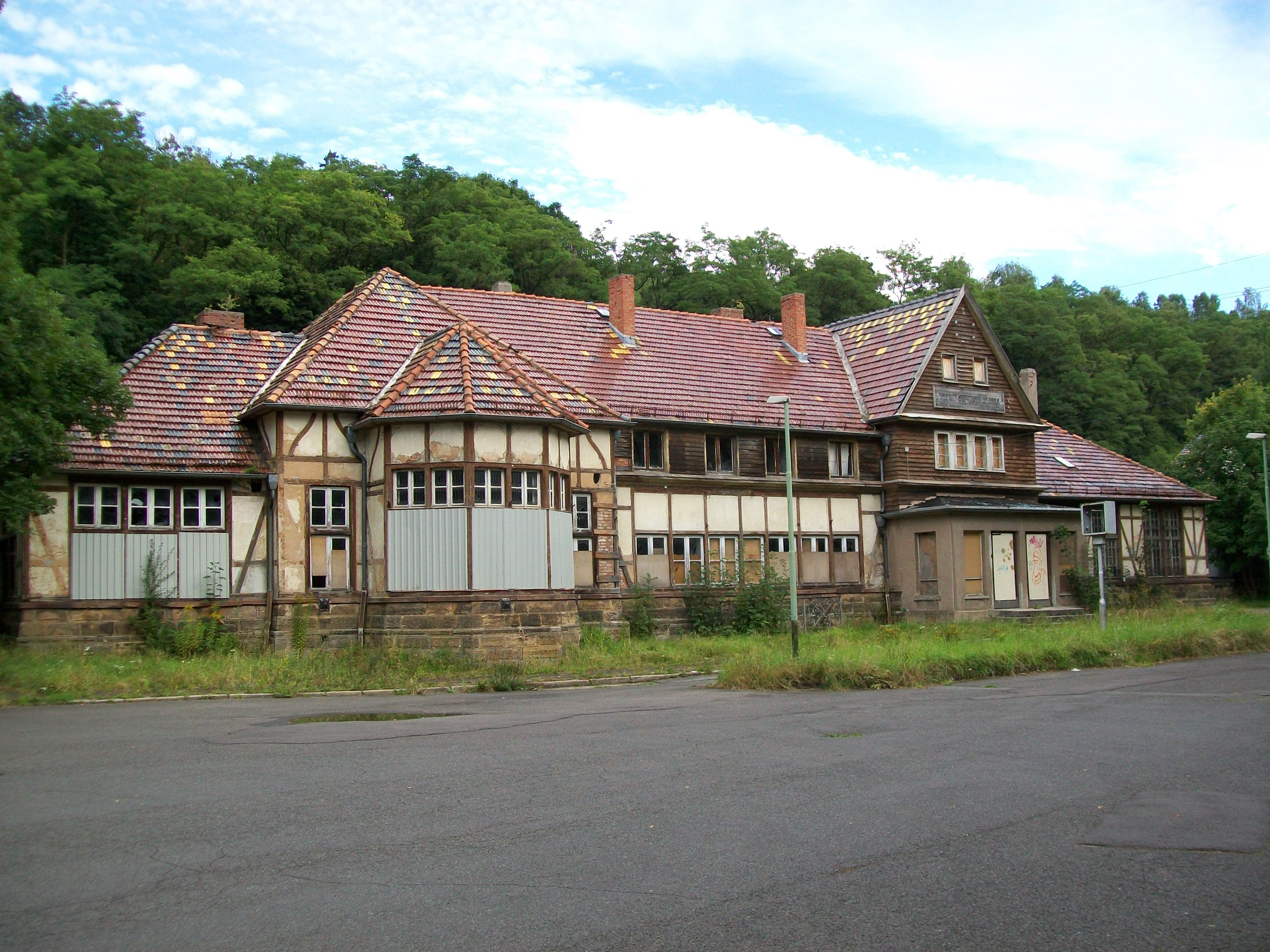
Fürsten-Bahnhof Reinhardsbrunn im Verfall (2014), wird jetzt nach und nach restauriert

| Partei / Liste                                    | Sitze 2024 | Sitze 2019 | Sitze 2014 |
| CDU                                               | 7          | 6          | 9          |
| Solidargemeinschaft „Bürgerwille – Friedrichroda“ | 7          | 5          | 2          |
| Vereinigte Bürgerinitiative Friedrichroda         | 2          | 3          | 2          |
| Thüringer Heimatpartei                            | 2          | –          | –          |
| Die Linke                                         | 1          | 2          | 3          |
| SPD                                               | 1          | 3          | 3          |
| FDP                                               | 0          | 1          | 1          |

### Bürgermeister
Friedrichrodas Bürgermeister ist Kay Brückmann (SGBWF). Bei der Wahl am 26. Mai 2024 wurde er mit 51,6 % der gültigen Stimmen gewählt, sein Mitbewerber Hans-Georg Creutzburg (CDU) erhielt 48,4 %. Die Wahlbeteiligung lag bei 64,5 %.

### Wappen
Blasonierung: „Ein im goldenen Feld auf grünem Boden breitbeinig stehender, schwarz gekleideter Bauer mit schwerem, schwarzem, rotgestülptem Hut, rotem Gurt und roten Schuhen. In der rechten Hand hält er eine silberne Hacke mit schwarzem Stiel, in der linken Hand einen grünen Baum mit grünen Blättern und silberner Wurzel.“
Die Entstehungszeit des Wappens ist wegen Brandschatzung im Dreißigjährigen Krieg nicht mehr festzustellen. In einer erhalten gebliebenen Akte befindet sich eine Rechnung aus dem Jahre 1645, auf deren Siegel ein Landmann mit Hacke und Bäumchen dargestellt ist. Offenbar handelt es sich um ein redendes Wappen. Die Beibehaltung des historischen Wappens beschloss die Stadt am 3. April 1951.

### Städtepartnerschaften
Friedrichroda unterhält zu folgenden Städten und Gemeinden eine Partnerschaft:
- Nouvion-sur-Meuse, Frankreich, seit dem 24. Oktober 1964, erneuert am 14. Juli 1990
- Bebra im Landkreis Hersfeld-Rotenburg, Hessen, seit dem 12. Januar 1990
- Bad Zwesten im Schwalm-Eder-Kreis, Hessen (aus der Partnerschaft mit Finsterbergen), seit dem 12. Juli 1991
- Heiligenblut am Großglockner, Österreich, seit dem 24. Oktober 2008

## Kultur und Sehenswürdigkeiten

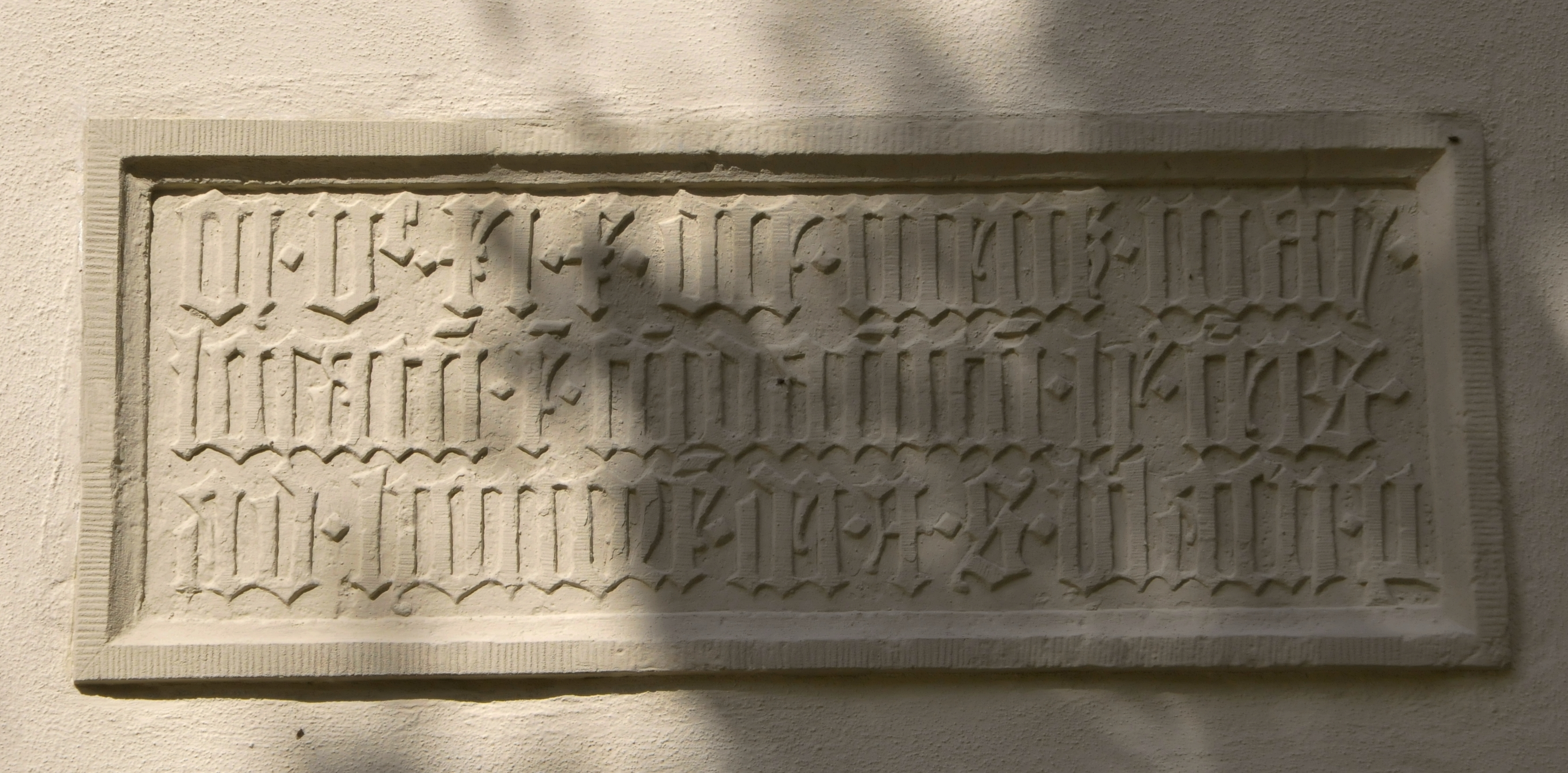
Reliefstein am Kirchturm mit der Jahreszahl 1511. Übersetzung des lateinischen Textes: „1511 am 10. Tage des Monats Mai ist das Fundament dieses Turmes gelegt worden zur Ehre Gottes und des heiligen Blasius.“

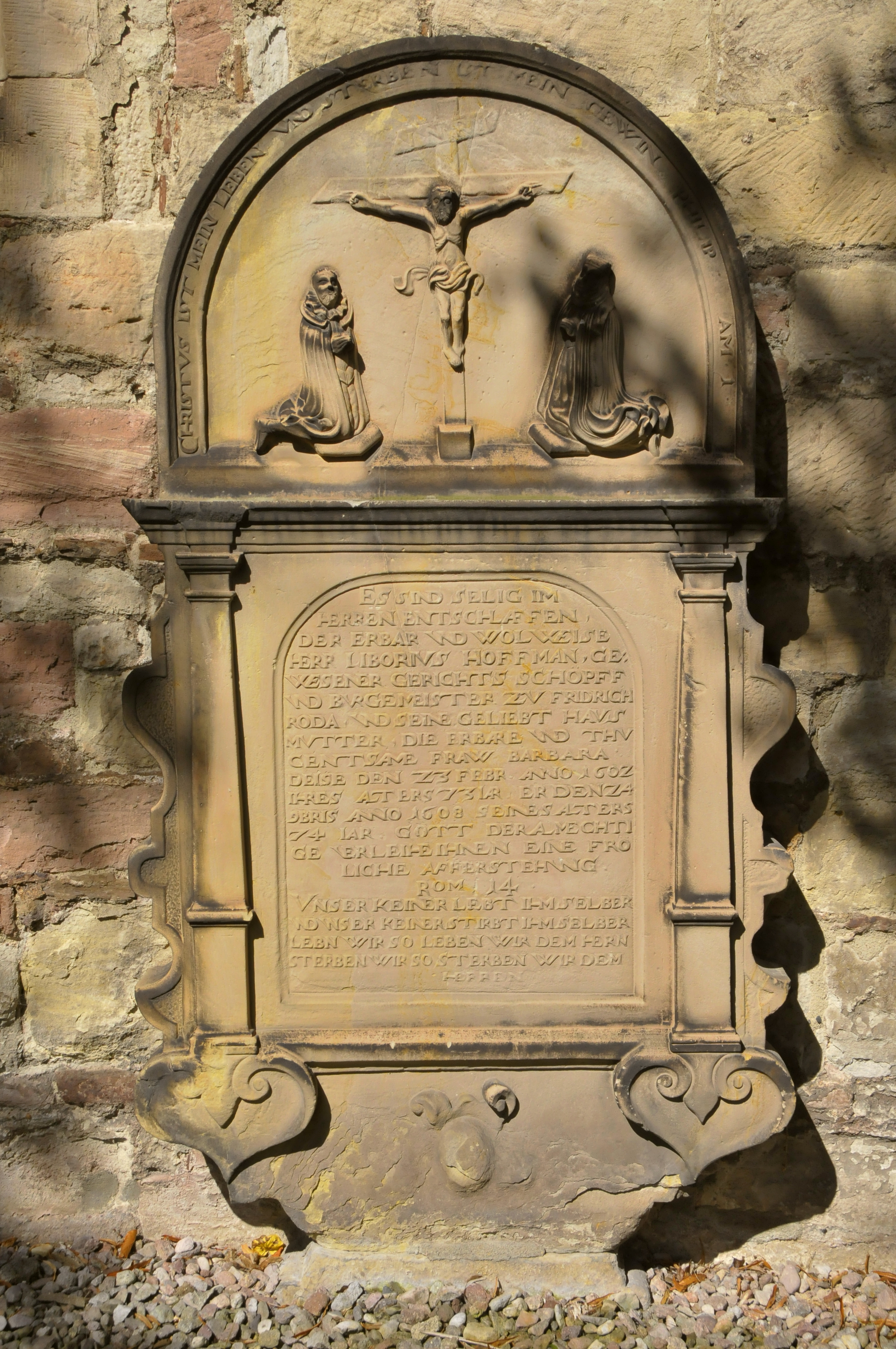
Grabplatte des Gerichtsschöffen und Bürgermeisters von Friedrichroda, Liborius Hoffman, und seiner geliebten Hausmutter Barbara. Sie starb 1602 im Alter von 73 Jahren, er 1608 im Alter von 74 Jahren.

### Stadtbild
Siehe auch: Liste der Kulturdenkmale in Friedrichroda
- Zu den bekanntesten Sehenswürdigkeiten des Kurortes zählt das auf den Ruinen eines ehemaligen Klosters errichtete Schloss Reinhardsbrunn mit dem zugehörigen Landschaftspark, in dem sich zahlreiche exotische Bäume und die 800-jährige Mönchslinde befinden. Im Park findet sich auch eine Ausstellung über das Leben der Elisabeth von Thüringen.
- Grenzeiche mit einem Brusthöhenumfang von 6,37 m (2014).[20]
- Im Süden trifft man auf die Überreste der Schauenburg, die Ausflugspunkte Gasthaus Tanzbuche (Die Lichtung an der Tanzbuche soll ein Platz des Sommersonnenwendfestes gewesen sein.),[21] Heuberghaus, Spießberghaus am Rennsteig, auf die Marienglashöhle sowie den nahe gelegenen Ungeheuren Grund.
- Prägend für das Stadtbild sind zahlreiche, seit dem späten 19. Jahrhundert entstandene Villen und Ferienhäuser, sie werden überragt vom Berghotel Friedrichroda (einem ehemaligen FDGB-Ferienheim von 1954).
- Am nördlichen Stadtrand befindet sich der Puschkinpark – ein Kurpark mit Pavillon und Promenade. Von hier gelangt man zum Stadtbad und weiteren Sportanlagen des Ortes.
- Von saisonaler Bedeutung sind das Bergtheater und die Spießbergbahn am Südrand der Stadt.
- Der Thüringer Kloß findet in Friedrichroda, Hauptstraße 4, sein eigenes Theater, mit Thüringer Kloßgerichten zu Theaterstücken.
- Sehenswert für Eisenbahn-Liebhaber sind der Friedrichrodaer Tunnel und der einstige Fürstenbahnhof, ein seit 1990 verfallendes Bahnhofsgebäude am Haltepunkt Friedrichroda-Reinhardsbrunn. (Siehe → Friedrichrodaer Bahn)
- Die evangelisch-lutherische Kirche Sankt Blasius stammt aus der Zeit von 1770, der spätgotische Turm ist von der Vorgängerkirche übrig geblieben und datiert ins Jahr 1511. Das Gebäude steht am Markt und ist ostwestlich ausgerichtet, wobei der quadratische Turm den westlichen Abschluss des rechteckigen Kirchenschiffs bildet. An der Südwestseite des Turms ist ein Reliefstein mit der Jahreszahl 1511 eingelassen. Die Kirchweihe zu Ehren des Heiligen Blasius erfolgte vermutlich 1527, drei Jahre, bevor die Reformation den Ort erreichte. Die beiden Emporen und den Kanzelaltar erhielt die Kirche im Jahre 1719, der Taufstein von der Vorgängerkirche stammt aus 1589. In den 1960er und 1970er Jahren fiel die obere Empore verschiedenen Veränderungen zum Opfer, und das hölzerne Tonnengewölbe wurde zu einer gewölbten Kassettendecke umgebaut. 1999 wurden Teile des Innenraums restauriert, wobei man ein Fresko aus dem 16. Jahrhundert freilegte, der Zeit der Vorgängerkirche. Turmknopf und Wetterfahne erfuhren eine Erneuerung im Jahr 2000. Im Inneren, aber auch an der Außenwand der Kirche, sind einige Grabplatten erhalten. Die Orgel stammt von Jehmlich Orgelbau Dresden und wurde 1961 eingebaut; ihr Prospekt stammt aus dem Jahre 1780, vermutlich von der Vorgängerorgel, die die Schmiedefelder Orgelbauer Gebrüder Wagner schufen. Eine Gedenktafel in der Kirche erinnert an alle Opfergruppen des Zweiten Weltkrieges in und aus Friedrichroda. Im Inneren findet sich u. a. ein Tafelbild des Gothaer Hofmaler und Cranachschüler Michael Käseweis, das für den Friedrichrodaer Konsul und Bürgermeister Johann Hoffmann geschaffen wurde.
- Das Schönstattkapellchen wurde 1954 eingeweiht, und war damit die einzige in der DDR errichtete Schönstattkapelle. Es befindet sich am nördlichen Stadtrand, nahe dem Haus Rosengart.[22]
- Die römisch-katholische Kirche St. Karl Borromäus wurde 1901 eingeweiht.
- Auf dem Friedhof im Nordosten der Stadt findet sich das Gemeinschaftsgrabfeld für die 135 Opfer des amerikanischen Luftangriffs auf Friedrichroda am 6. Februar 1945. Es ist eine unauffällige, flache Erhebung ohne Namenstafeln. Auf dem Grabfeld steht ein Denkmal, das der Friedrichrodaer Kunstschmied und Metallgestalter Günter Reichert 1989 geschaffen hat. Es wurde 1990 zum 45. Jahrestag der Bombardierung seiner Bestimmung übergeben. Das Denkmal wurde in Stahl geschmiedet, feuerverzinkt und mit Eisenglimmerfarbe gestrichen. Unter einer hohen Stele („6. Februar 1945. Die Toten mahnen zum Frieden“) finden sich 135 unterschiedlich große Stäbe mit individuell gestalteten Köpfen als Symbole für die einzelnen Opfer. Sie stellen auch die drei Altersgruppen Kinder (29 Tote), Erwachsene und Alte dar. Erläuternde, metallene Informationstafeln sind ehemaligen Schülern der Helene-Lange-Schule zu verdanken, die dort 1945 den verheerenden Bombenangriff miterlebt hatten und damals ihre Schulzeit begannen.
- Das älteste zweckgebundene Fachwerkhaus Friedrichrodas ist das alte Brauhaus der Stadt. Auch heute erhält man hier selbstgebrautes Bier. Das Brauhaus ist seit 1895 als Gasthaus genutzt und im Stil von damals erhalten geblieben.
- Friedrichroda verfügt seit 1935 über ein Freibad (Lage). Hier trainierte die deutsche Nationalmannschaft für die Olympischen Sommerspiele 1936 und 1940. Die Anlage ist denkmalgeschützt und umfasst sechs 50-m-Bahnen und Sprungtürme von 1, 3, 5 und 10 m.[23]
- Über die Ortsgeschichte informieren das Touristinformationsbüro und ein Heimatmuseum in der Alten Schmiede in der Reinhardsbrunner Straße 6.

Friedrichroda besitzt eine lange Tradition als Luftkurort und Wintersportort. Die Stadt verfügt über ein ausgedehntes Wanderwegenetz mit zahlreichen Naturschönheiten, Gasthäusern, Parks und unterschiedlichen Gelegenheiten für sportliche Betätigung.

### Regelmäßige Veranstaltungen
- Mai bis September: Kurkonzerte im Kurpark
- Mai bis September: Frühkonzerte im Kurpark Hüllrod im Ortsteil Finsterbergen
- August: Parkfest im Kurpark
- September: Gesundheitstage und Springbrunnenfest
- Herbst: „Kürbisse glühen“ in der Innenstadt
- Dezember: Fest zwischen den Jahren

## Wirtschaft, Infrastruktur und Verkehr

### Wirtschaft
Vor allem der Tourismus ist für den Luftkurort von großer wirtschaftlicher Bedeutung, wobei gleichermaßen Aktivurlaub (Wandern, Rad fahren, Skilanglauf, Nordic Walking) als auch Erholung und Wellness angeboten werden. Neben einem Therapiezentrum und verschiedenen Kneipp-Anlagen ist das Krankenhaus Waltershausen-Friedrichroda ein wichtiger Arbeitgeber. Daneben gibt es einige kleinere Handwerks- und Industriebetriebe.
Ein deutschlandweit erstes Informationszentrum für Spirituellen Tourismus wurde am 3. Juli 2011 in Reinhardsbrunn eröffnet. Informiert wird über Initiativen und Projekte mit religiösem Hintergrund unter dem Fachbegriff Spiritueller Tourismus. Darunter zählen der Kulturtourismus mit offenen Kirchen und Klosterstätten, Kirchenmusik-Events und der Kirchengeschichte, Radtourismus auf Pilgerwegen und Radwegekirchen sowie der Gesundheitstourismus mit Klosterurlaub und vieles mehr.
Zudem verfügt Friedrichroda über eine Vertretung des Weltmarktführers im Bereich der Klebebänder, Leitungen und flexiblen Leiterplatten, Coroplast. Das Unternehmen hat seinen Sitz in Wuppertal, die Zweigstelle in Friedrichroda konzentriert sich auf den Bereich Kabelsatzkomponenten Automotive.

### Verkehr

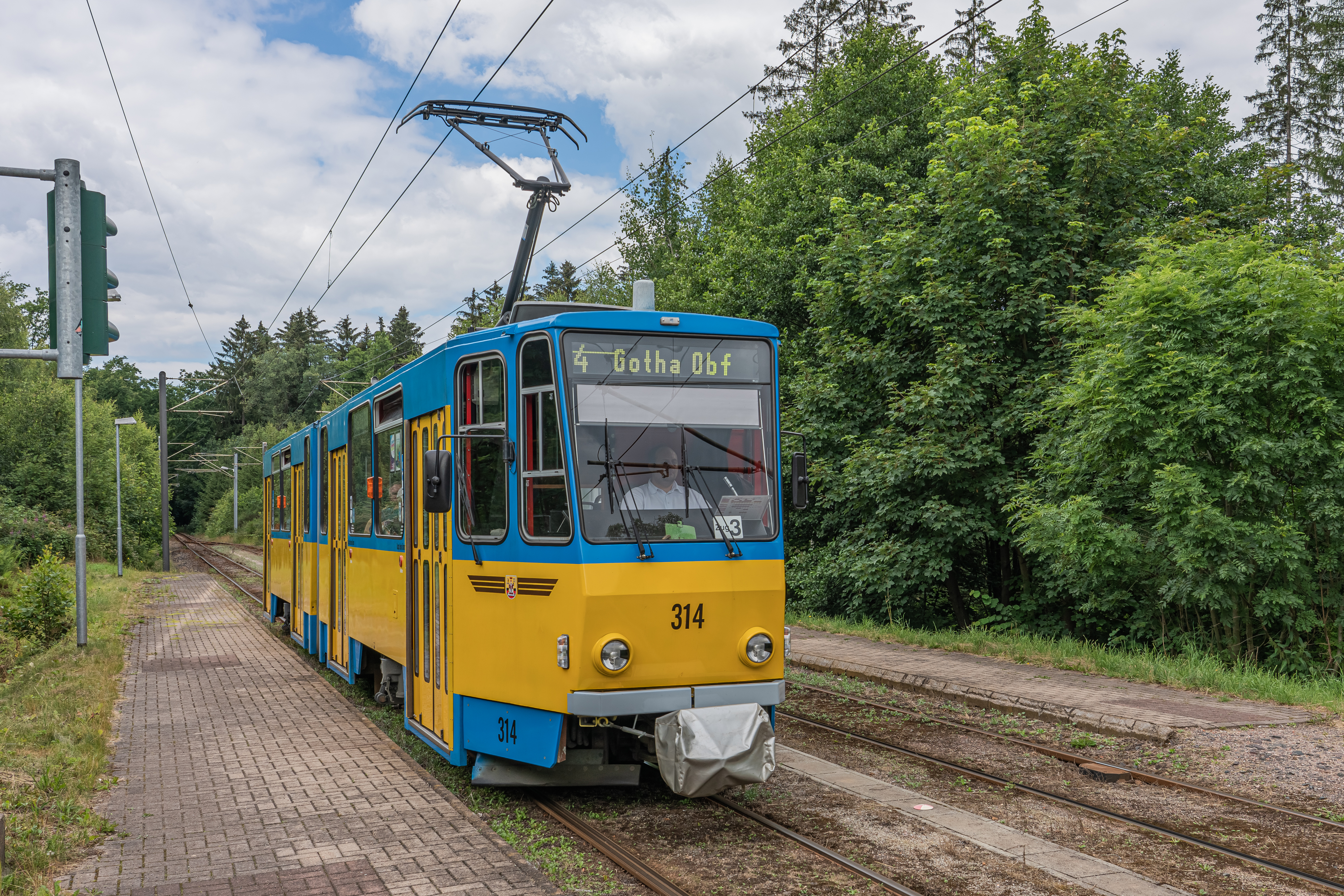
Eine Straßenbahn der Thüringerwaldbahn an der Station Friedrichroda Marienglashöhle

Die Stadt ist Endstation der Bahnstrecke Fröttstädt–Friedrichroda. Mit dem Bahnhof Reinhardsbrunn befindet sich noch ein zweiter Haltepunkt dieser Strecke auf dem Stadtgebiet. Daneben ergänzt die Thüringerwaldbahn mit vier Stationen auf dem Gebiet der Stadt das Angebot an schienengebundenen Verkehrsmitteln. Die Straßenbahnlinie 4 verkehrt darauf in den Nachbarort Bad Tabarz und in die Gothaer Innenstadt.
Im Ortsteil Finsterbergen existiert zudem eine Parkeisenbahn mit 600 mm Spurweite.
Durch Friedrichroda führt die Bundesstraße B 88. Die nächstgelegene Autobahnanschlussstelle zur A 4 ist Gotha-Boxberg, die etwa 10 km vom Stadtzentrum entfernt liegt.

## Trivia

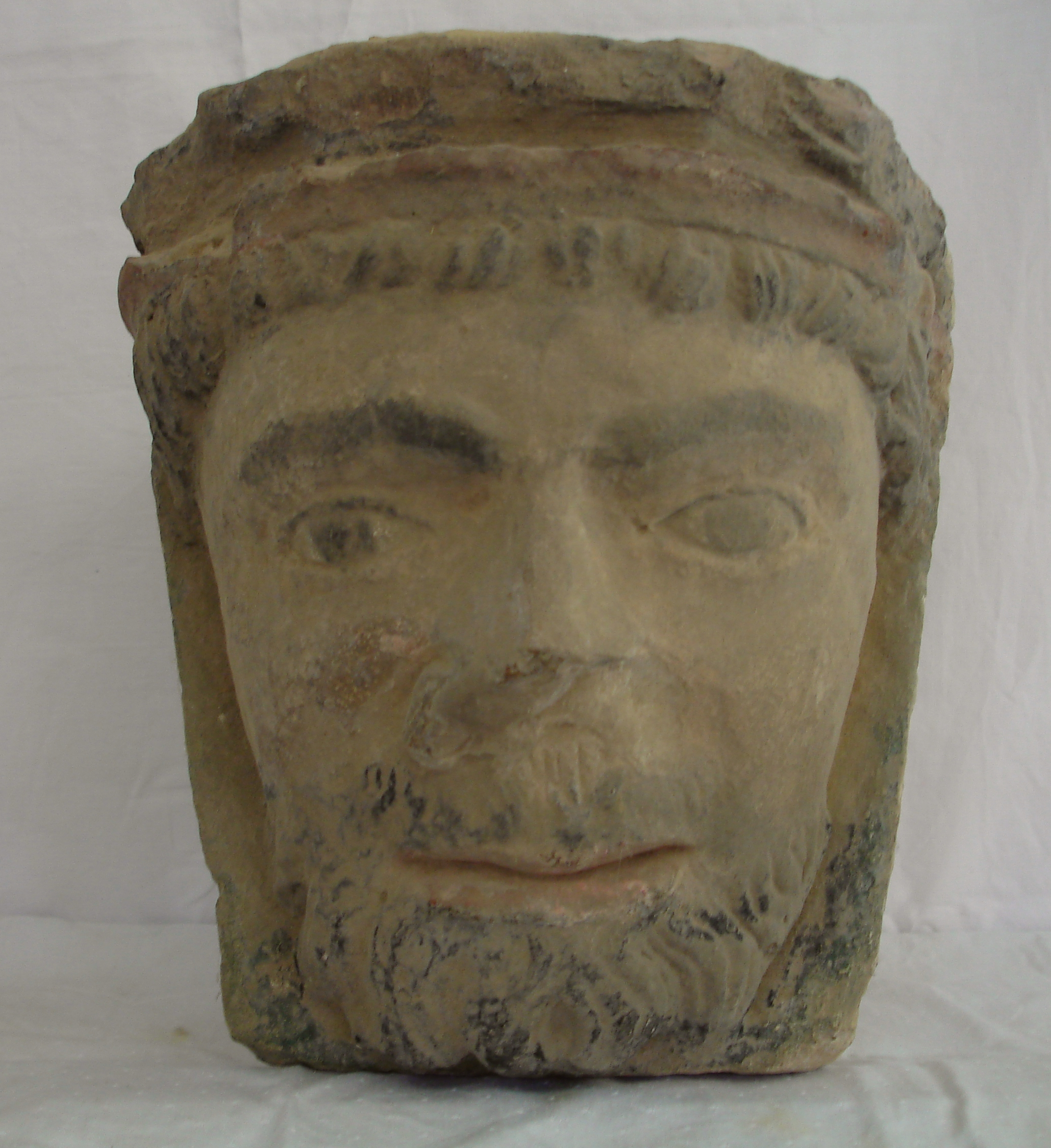
Steinkopf mit geöffnetem Mund

Eine Sage erzählt, dass ein Fremder nach Erteilung des Stadtrechtes in Friedrichroda nach dem Namen des Dorfes gefragt habe. Nach der Antwort, es handele sich um eine Stadt, soll ihm vor Erstaunen der Mund offen geblieben sein. Um alle nachfolgenden Lästerer zu warnen, ließen die Stadtväter einen steinernen Kopf mit offenem Mund am Stadttor anbringen.

## Persönlichkeiten

### Ehrenbürger der Stadt
- Otto von Bismarck, deutscher Reichskanzler (seit 1. April 1895)
- Paul von Hindenburg (1847–1934), Generalfeldmarschall[25]
- Rudolf Otto Wiemer, Lyriker, Puppenspieler und Pädagoge, wurde 1993 zu seinem 88. Geburtstag zum Ehrenbürger ernannt
- Friedrich Christoph Perthes, Verleger und erster Kurgast
- Freiherr von Seebach[26]
- Christian Friedrich Ludwig Buschmann
- Eduard Buschmann
- Klaus-Michael Bonsack, Rennrodler (2012)

### Söhne und Töchter der Stadt
- Liborius Hofmann (* um 1561–1599), Rechtswissenschaftler
- Caspar Schmalkalden (1616–1673), Soldat, Verfasser von Reiseberichten über Südamerika und Ostindien
- Christian Friedrich Ludwig Buschmann (1805–1864), Musikinstrumentenbauer (Terpodion, Harmonium)
- Johann Georg Eccarius (1818–1889), Arbeiteraktivist und Gewerkschafter
- Martin Willweber (1887–1945), Widerstandskämpfer gegen das Naziregime, 1945 in Weimar von der SS ermordet
- Rudolf Otto Wiemer (1905–1998), Lyriker, Pädagoge und Puppenspieler
- Eduard Teuscher (1906–1945), Widerstandskämpfer gegen das Naziregime, 1945 in Weimar von der SS ermordet
- Franz Schuchardt (1913–1945), Widerstandskämpfer gegen das Naziregime, 1945 in Weimar von der SS ermordet
- Jürgen Rohwer (1924–2015), Bibliothekar und Militärhistoriker
- Klaus Niethardt (1928–2005), Zeichner und Maler
- Albrecht Feibel (1940–2011), Politiker
- Anna-Maria Müller (1949–2009), Rennrodlerin
- Ilona Brand (* 1958 als Ilona Oeckel), Rennrodlerin
- Norbert Loch (* 1962), Rennrodler und ehemaliger Rennrodel-Bundestrainer
- Hauke Fuhlbrügge (* 1966), Leichtathlet
- Katrin Göring-Eckardt (* 1966 als Katrin Dagmar Eckardt), Politikerin und Bundestagsvizepräsidentin
- Karsten Albert (* 1968), Rennrodler
- Marko Frank (* 1968), Nordischer Kombinierer
- Ralph Gebstedt (* 1971), Skispringer
- Judith Augoustides (* 1975 als Judith Deister), Beachvolleyballspielerin
- Sylvia Leifheit (* 1975), Schauspielerin
- Felix Maultzsch (* 1975), Rechtswissenschaftler
- Marko Baacke (* 1980), Nordischer Kombinierer
- Florian Crusius (* 1986), Ringer
- Vanessa Göcking (* 1993), Autorin und Podcasterin
- Philipp Klewin (* 1993), Fußballspieler
- Max Langenhan (* 1999), Rennrodler

### Weitere Persönlichkeiten
- Auguste Schmidt (1833–1902), Lehrerin und Schriftstellerin
- Marie Loeper-Housselle (1837–1916), Lehrerin und Publizistin
- Otto von Mühlenfels (1845–1918), Jurist und Eisenbahnbeamter
- Helene Lange (1848–1930), Lehrerin und Pionierin für Frauenbildung
- Alwin Langenhan (1850–1916), Lehrer, Schriftsteller, Fossiliensammler und Amateur-Paläontologe
- Max Küstner (1855–1940), von 1904 bis 1919 verdienter Bürgermeister in Friedrichroda
- Käte Duncker (1871–1953), Politikerin, Frauenrechtlerin, besuchte hier die Höhere Töchterschule
- Lilo Grahn (1943–2007), Schauspielerin
- Melitta Sollmann (* 1958), Rennrodlerin
- Maik Göpel (* 1963), Liedermacher
- Georg Maier (* 1967), Politiker
- Sandra Hüller (* 1978), Schauspielerin, wuchs in Friedrichroda auf
- Tatjana Hüfner (* 1983), Rennrodlerin des BRC 05 Friedrichroda, Olympiasiegerin im Einsitzer
- Marion Thees (* 1984), Skeletonpilotin des BRC 05 Friedrichroda